# Oz (fumetto)
Oz è una miniserie a fumetti incentrata sul personaggio immaginario Daniel "Oz" Osbourne, uno dei protagonisti della serie televisiva Buffy l'ammazzavampiri.
Narra cosa succede a Oz dal momento in cui lascia Sunnydale, al termine dell'episodio Lupi mannari (Buffy 4x06), in cerca di una cura per controllare la sua licantropia. La storia è scritta da Christopher Golden, autore di numerosi fumetti e romanzi dedicati alla saga di Buffy. L'autore ha presentato lo stesso soggetto anche in un romanzo, Oz: Into the Wild. Entrambe le opere non sono mai state pubblicate in Italia.

## Trame
Hong Kong. Oz è ospite di Qing, amico di vecchia data e in debito con Rupert Giles, che lo assiste durante le notti di luna piena e combatte senza ferirlo il lupo mannaro in cui si trasforma il ragazzo. Ma adesso è ora di andare: Oz deve raggiungere il Tibet il più presto possibile, ha sentito parlare del Maestro Shantou, un monaco che forse può aiutarlo a controllare la bestia dentro di lui. Si rivolge a Wux, un demone titolare di una mistica agenzia viaggi in grado di percorrere in pochi secondi enormi distanze. Oz deve accettare la condizione di essere accompagnato da Jinan, figlia di Qing, anche lei in cerca di avventure, dopodiché Wux li teletrasporta in un attimo a Lhasa. Il viaggio a piedi per raggiungere il monastero di Shantou dura alcuni giorni e nel percorso si imbattono più volte in carovane di nomadi uccisi misteriosamente. Lo stesso monastero di Shantou appare distrutto.
Shantou racconta ai due ragazzi di come il monastero sia stato attaccato dai demoni al soldo di Lord Muztag, e di come lui sia l'unico scampato all'assalto. Il monaco spiega ad Oz che non deve rifiutare e combattere la bestia dentro di lui. Al contrario, deve convincersi di non essere più solamente umano ma parte di una nuova creatura. Soltanto così, Oz, riuscirà a controllare la sua natura. Il ragazzo tuttavia è riluttante ad accettare la cosa e, al ritorno della luna piena, fallisce i primi tentativi di tenere a bada il lupo che emerge in tutta la sua ferocia.
Shantou viene rapito da Lord Muztag. Oz, Jinan e alcuni combattenti nomadi si uniscono per liberarlo. Lo scontro finale con il demone sta per rivelarsi una disfatta: Shantou è ridotto ad uno schiavo impotente ed i nomadi vengono uccisi. La rabbia di Oz scatena il lupo dentro di lui e Muztag viene ucciso. Il ragazzo riesce per la prima volta a controllarsi e a tornare volontariamente in se stesso. Il primo passo per la guarigione è fatto. Oz, a questo punto, riparte per tornare a Sunnydale da colei che lo sta aspettando.